# Andelu
Andelu je francouzská obec v departmentu Yvelines v regionu Île-de-France. Leží 17 kilometrů jihovýchodně od Mantes-la-Jolie.

## Geografie
Sousední obce: Jumeauville, Maule, Goupillières, Thoiry ,Montainville a Marcq.

## Památky
- kaple z 12. století

## Vývoj počtu obyvatel
Počet obyvatel

## Doprava
Územím obce prochází silnice 45 a 158.

## Ekonomika
Obec je zemědělská, zaměřená na pěstování obilovin.